# Iglesia de San Lorenzo in Panisperna
San Lorenzo in Panisperna, también llamada San Lorenzo in Formosa, es un templo católico de Roma, Italia.
Es una iglesia del siglo XVI, aunque tradicionalmente se considera ubicada en el lugar de un templo del siglo IV, en el lugar del martirio de San Lorenzo. Según la tradición, en ella se encuentra la tumba de los santos Crispín y Crispiniano; también fue la primera tumba de Santa Brígida.

## Historia
El origen del nombre Panisperna proviene de la distribución de pan y jamón que hacían las monjas clarisas entre los pobres en este mismo lugar, como antaño lo hiciese San Lorenzo.
En el siglo IX, el papa Formoso habría ordenado la construcción de una primera iglesia sobre el sitio. Este templo, en los primeros años del siglo XI, fue entregado a los monjes benedictinos, quienes construyeron un monasterio anexo. Sin embargo, la primera mención de la iglesia en un texto se remonta a 1300, cuando fue restaurada por Bonifacio VIII. A inicios del siglo XIV, fue donada a las clarisas por decisión del cardenal Giacomo Colonna.

## Reconstrucción
La iglesia actual fue totalmente reconstruida por el cardenal titular Guglielmo Sirleto entre 1565 y 1574 durante los pontificados sucesivos de tres papas. En el siglo XVII se añadió un importante pórtico de entrada, mismo que sería decorado entre 1893 y 1894 por voluntad de León XIII, quien fue obispo titular de San Lorenzo in Panisperma.
- Datos: Q2712352
- Multimedia: San Lorenzo in Panisperna (Rome) / Q2712352